# Уилкинсон, Джефри
Сэр Дже́фри Уи́лкинсон (англ. Sir Geoffrey Wilkinson; 14 июля 1921, Тодморден, Йоркшир — 26 сентября 1996, Лондон) — английский химик, лауреат Нобелевской премии по химии за 1973 год (совместно с Э. О. Фишером).
Член Лондонского королевского общества (1965), иностранный член Национальной академии наук США (1975).

## Биография
Окончил (1941) Имперский колледж науки и технологии в Лондоне; работал в Англо-американо-канадском проекте по атомной энергии (1943—1946), Калифорнийском университете в группе Г.Сиборга (1946—1950) и Массачусетском технологическом институте (1950—1951); преподавал в Гарвардском университете (1951—1956); профессор (с 1956 года) Имперского колледжа науки и технологии в Лондоне.
В 1992 году подписал «Предупреждение человечеству».

## Работы
Уилкинсон — один из основоположников химии металлоорганических соединений переходных металлов; им с сотрудниками установлено (1952) строение («сэндвичевое») ферроцена. Среди других работ особенно выделяется открытие «катализатора Уилкинсона» — комплексного соединения [(C6H5)3P]3RhCl, универсального катализатора гидрирования олефинов и ацетиленов, а также синтез гексаметилвольфрама и алкильных производных других переходных металлов.

## Награды и признание
- 1954 — Стипендия Гуггенхайма[5]
- 1966 — Премия ACS по неорганической химии[нем.]
- 1973 — Нобелевская премия по химии
- 1981 — Королевская медаль
- 1981 — Премия Людвига Монда[англ.]
- 1996 — Медаль Дэви